# 6837 Bressi
6837 Bressi (1994 XN4) là một tiểu hành tinh vành đai chính được phát hiện ngày 8 tháng 12 năm 1994 bởi Spacewatch ở Kitt Peak.